# مسجد ياكوفالي حسن باشا
مسجد ياكوفالي حسن باشا، هو مسجد تاريخي يقع  في مدينة بيتش، جنوب المجر، تم تشييده عندما كانت المنطقة جزء من الإمبراطورية العثمانية التركية.

## تاريخ
تم بناء المسجد في القرن السادس عشر. سمي على إسم فاعله ياكوفالي حسن باشا.
يبلغ ارتفاع المئذنة 22.5 مترا، يصعد إليها عن طريق مجموعة من السلالم إلى قمة المئذنة.
كان المسجد قيد الإستخدام قبل أن يتم التخلي عنه في أواخر عام 1686 عندما استولت القوات النمساوية على بيكس، وبعد ذلك أصبح بمثابة مستشفى. بين عامي 1702 و1732، ثم تم تحويلها إلى كنيسة كاثوليكية، وتم تحويل المئذنة إلى برج جرس.
تم ترميم المسجد لأول مرة في الستينيات، حيث تم إصلاح المئذنة وإزالة الزخارف الباروكية لإعادة المسجد إلى حالته الأصلية وللعبادة، تم إجراء عملية ترميم ثانية في العقد الأول من القرن الحادي والعشرين، في الوقت المناسب لتعيين بيكس كعاصمة للثقافة الأوروبية في عام 2010.
المسجد مفتوح للجمهور ويتم تمويل صيانته من خلال التبرعات الخاصة، بالإضافة إلى المنح المقدمة من الدولة التركية.